# 魔法のプリンセス ミンキーモモのエピソード一覧
魔法のプリンセス ミンキーモモのエピソード一覧（まほうのプリンセス ミンキーモモのエピソードいちらん）では、『魔法のプリンセス ミンキーモモ』のテレビシリーズのエピソード、および、関連映像作品の一覧を示す。各作品ごとに脚本、コンテ、演出、作画監督の担当者を示した。

## 『魔法のプリンセスミンキーモモ』（1982年）
1982年に発表された『魔法のプリンセス ミンキーモモ』はTVシリーズ63話から成る。また、OVAで2作品が発表された。映像作品以外の紹介は本記事では省略する。
| 話数   | 放送日         | サブタイトル                   | 脚本                | コンテ         | 演出       | 作画監督       | 備考                                             |
| ------ | -------------- | ------------------------------ | ------------------- | -------------- | ---------- | -------------- | ------------------------------------------------ |
| 第 1話 | 1982年 3月18日 | ラブラブ・ミンキーモモ         | 首藤剛志            | 湯山邦彦       | 湯山邦彦   | 田中保         |                                                  |
| 第 2話 | 3月25日        | メガネでチャームアップ         | 土屋斗紀雄          | 小島正幸       | 大庭寿太郎 | 柴崎計         | 多くの資料で「脚本：筒井ともみ」とあるのは誤り。 |
| 第 3話 | 4月1日         | 走れスーパーライダー           | 戸田博史            | 西村純二       | 西村純二   | 上條修         |                                                  |
| 第 4話 | 4月8日         | 青い鳥をみた少年               | 首藤剛志            | 湯山邦彦       | 山田雄三   | 神宮慧         |                                                  |
| 第 5話 | 4月15日        | ワルガキ王子大混戦             | 筒井ともみ          | 野田作樹       | 大庭寿太郎 | 田中保         |                                                  |
| 第 6話 | 4月22日        | テニスコートに赤いバラ         | 鷺山京子            | 吉田健次郎     | 吉田健次郎 | 田中保         |                                                  |
| 第 7話 | 4月29日        | ナイチンゲールはお好き         | 渡辺由自            | 野村和史       | 山田雄三   | 神宮慧         |                                                  |
| 第 8話 | 5月6日         | 婦人警官ってつらいのネ         | 土屋斗紀雄          | 西村純二       | 西村純二   | 上條修         |                                                  |
| 第 9話 | 5月13日        | 森の音楽祭                     | 戸田博史            | 古沢日出夫     | 古沢日出夫 | 田中保         |                                                  |
| 第10話 | 5月20日        | ハイウエイ大追跡               | 渡辺由自            | 大庭寿太郎     | 大庭寿太郎 | 神宮慧         |                                                  |
| 第11話 | 5月27日        | 恋の美容師よ子猫ちゃん         | 金春智子            | 小島正幸       | 山田雄三   | 柴崎計         |                                                  |
| 第12話 | 6月3日         | 怪盗ルピン大反撃               | 土屋斗紀雄          | 野田作樹       | 石田昌平   | 田中保         |                                                  |
| 第13話 | 6月10日        | 魔術師と11人の少年             | 戸田博史            | 日下部光雄     | 大庭寿太郎 | 兵頭敬         |                                                  |
| 第14話 | 6月17日        | ゴールはいただき激走レーサー   | 佐藤茂              | 吉田健次郎     | 吉田健次郎 | 田中保         |                                                  |
| 第15話 | 6月24日        | 暴走列車が止まらない           | 鷺山京子            | 西村純二       | 山田雄三   | 上條修         |                                                  |
| 第16話 | 7月1日         | 荒野のミンキーモモ             | 戸田博史            | 日下部光雄     | 大庭寿太郎 | 兵頭敬         |                                                  |
| 第17話 | 7月8日         | おばけ屋敷でラブアタック       | 戸田博史 首藤剛志   | 日下部光雄     | 日下部光雄 | 飯村一夫       |                                                  |
| 第18話 | 7月15日        | 南の島の秘宝                   | 土屋斗紀雄          | 岡田宇敬       | 岡田宇敬   | 田中保         |                                                  |
| 第19話 | 7月22日        | 機械じかけのフェナリナーサ     | 山崎昌三            | 山田雄三       | 大庭寿太郎 | 上條修         |                                                  |
| 第20話 | 7月29日        | 密林の王者                     | 戸田博史            | 古沢日出夫     | 古沢日出夫 | 田中保         |                                                  |
| 第21話 | 8月5日         | 前編 00モモ危機いっぱい        | 土屋斗紀雄          | 日下部光雄     | 日下部光雄 | 飯村一夫       |                                                  |
| 第22話 | 8月12日        | 後編 00モモは勝利の暗号        | 土屋斗紀雄          | 日下部光雄     | 日下部光雄 | 飯村一夫       |                                                  |
| 第23話 | 8月19日        | ころがりこんだ王様             | 鷺山京子            | 古沢日出夫     | 古沢日出夫 | 田中保         |                                                  |
| 第24話 | 8月26日        | さすらいのユニコーン           | 金春智子            | 石田昌平       | 石田昌平   | 田中保         |                                                  |
| 第25話 | 9月2日         | がんばれミラクルズ             | 土屋斗紀雄          | 日下部光雄     | 大庭寿太郎 | 高橋正宗       |                                                  |
| 第26話 | 9月9日         | 妖魔が森の花嫁                 | 安斎あゆ子          | 日下部光雄     | 山田雄三   | わたなべひろし |                                                  |
| 第27話 | 9月16日        | 魔のトライアングル             | 戸田博史            | 岡田宇敬       | 岡田宇敬   | 田中保         |                                                  |
| 第28話 | 9月23日        | 激走タマゴレース               | 土屋斗紀雄          | 日下部光雄     | 石田昌平   | 上條修         |                                                  |
| 第29話 | 9月30日        | UFOがやって来た                | 首藤剛志 佐藤茂     | 大庭寿太郎     | 大庭寿太郎 | 田中保         |                                                  |
| 第30話 | 10月7日        | ふるさと行きの宇宙船           | 谷本敬次            | 山田雄三       | 山田雄三   | 上條修         |                                                  |
| 第31話 | 10月14日       | よみがえった伝説               | 戸田博史            | 日下部光雄     | 日下部光雄 | 飯村一夫       |                                                  |
| 第32話 | 10月21日       | 大きすぎた訪問者               | 土屋斗紀雄          | 古沢日出夫     | 川端蓮司   | 田中保         |                                                  |
| 第33話 | 10月28日       | アンドロイドの恋               | 戸田博史            | 木暮輝夫       | 岡田宇敬   | 田中保         |                                                  |
| 第34話 | 11月4日        | 地底の国のプリンセス           | 谷本敬次            | 日下部光雄     | 大庭寿太郎 | 兵頭敬         |                                                  |
| 第35話 | 11月11日       | 夢見るダイヤモンド             | 安斎あゆ子          | 日下部光雄     | 日下部光雄 | 飯村一夫       |                                                  |
| 第36話 | 11月18日       | 大いなる遺産                   | 金春智子            | 野田作樹       | 石田昌平   | わたなべひろし |                                                  |
| 第37話 | 11月25日       | 愛の空中ブランコ               | 筒井ともみ          | 日下部光雄     | 坂上睦     | 田中保         |                                                  |
| 第38話 | 12月2日        | 雪のめぐり逢い                 | 土屋斗紀雄          | 日下部光雄     | 大庭寿太郎 | 上條修         |                                                  |
| 第39話 | 12月9日        | 突撃ミンキーママ               | 戸田博史            | 野田作樹       | 石田昌平   | 兵頭敬         |                                                  |
| 第40話 | 12月16日       | 夢の戦士                       | 金春智子            | 日下部光雄     | 日下部光雄 | 飯村一夫       |                                                  |
| 第41話 | 12月23日       | お願いサンタクロース           | 首藤剛志            | 日下部光雄     | 大庭寿太郎 | 田中保         |                                                  |
| 第42話 | 12月30日       | 間違いだらけの大作戦           | 土屋斗紀雄          | 石田昌平       | 石田昌平   | わたなべひろし |                                                  |
| 第43話 | 1983年 1月6日  | いつか王子さまが               | 首藤剛志 土屋斗紀雄 | 日下部光雄     | 坂上睦     | 兵頭敬         | 視聴率14.5%を記録                                |
| 第44話 | 1月13日        | 天使が降りてきた               | 谷本敬次            | 大庭寿太郎     | 大庭寿太郎 | 田中保         |                                                  |
| 第45話 | 1月20日        | 魔法の消えた日                 | 金春智子            | 日下部光雄     | 日下部光雄 | 飯村一夫       |                                                  |
| 第46話 | 1月27日        | 夢のフェナリナーサ             | 首藤剛志            | ゆやまくにひこ | 湯山邦彦   | 上條修         | 前期最終話                                       |
| 第47話 | 2月3日         | MINKY MOMO GRAFETY part-1      | 首藤剛志            | ゆやまくにひこ | 湯山邦彦   | -              | 総集編                                           |
| 第48話 | 2月10日        | MINKY MOMO GRAFETY part-2      | 首藤剛志            | ゆやまくにひこ | 湯山邦彦   | -              | 総集編                                           |
| 第49話 | 2月17日        | 桃とモモの謎                   | 首藤剛志 戸田博史   | 日下部光雄     | 日下部光雄 | 飯村一夫       |                                                  |
| 第50話 | 2月24日        | リンゴに御用心                 | 筒井ともみ          | ゆやまくにひこ | 湯山邦彦   | わたなべひろし |                                                  |
| 第51話 | 3月3日         | ラストアクション               | 土屋斗紀雄          | 日下部光雄     | 大庭寿太郎 | 兵頭敬         |                                                  |
| 第52話 | 3月10日        | モチャーとペンギン             | 谷本敬次            | 日下部光雄     | 石田昌平   | 田中保         |                                                  |
| 第53話 | 3月17日        | お花畑を走る汽車               | 金春智子            | 日下部光雄     | 日下部光雄 | 飯村一夫       |                                                  |
| 第54話 | 3月24日        | 飛べアルバトロス号             | 土屋斗紀雄          | 日下部光雄     | 大庭寿太郎 | 上條修         |                                                  |
| 第55話 | 3月31日        | 愛（ラブ）・アップルでもう一度 | 筒井ともみ          | ゆやまくにひこ | 湯山邦彦   | わたなべひろし |                                                  |
| 第56話 | 4月7日         | 木もれ陽の少女                 | 金春智子            | 大庭寿太郎     | 大庭寿太郎 | 田中保         |                                                  |
| 第57話 | 4月14日        | 人力飛行機ラプソディー         | 谷本敬次            | 日下部光雄     | 日下部光雄 | 飯村一夫       |                                                  |
| 第58話 | 4月21日        | ペテン師のノクターン           | 安斎あゆ子          | 大関雅幸       | 箕ノ口克己 | -              |                                                  |
| 第59話 | 4月28日        | ある街角の伝説                 | 土屋斗紀雄 首藤剛志 | 日下部光雄     | 大庭寿太郎 | 田中保         |                                                  |
| 第60話 | 5月5日         | 時は愛のゆりかご               | 金春智子            | やまだゆうぞう | 箕ノ口克己 | 田中保         |                                                  |
| 第61話 | 5月12日        | 愛（ラブ）・アップルよ永遠に   | 筒井ともみ          | ゆやまくにひこ | 湯山邦彦   | わたなべひろし |                                                  |
| 第62話 | 5月19日        | しのびよる影                   | 土屋斗紀雄          | 日下部光雄     | 日下部光雄 | 飯村一夫       |                                                  |
| 第63話 | 5月26日        | さよならは言わないで 最終回    | 首藤剛志            | ゆやまくにひこ | 湯山邦彦   | 上條修         | 最終話                                           |
|        |                | 夢の中の輪舞                   | 首藤剛志            |                | 山田雄三   | 渡辺ひろし     | OVA                                              |

## 『魔法のプリンセスミンキーモモ 夢を抱きしめて』（1991年）
1991年に発表された『魔法のプリンセス ミンキーモモ』は、初回放送で未放映だった3話を含むTVシリーズ65話からなる（第38話から『魔法のプリンセスミンキーモモ 夢を抱きしめて』）。映像作品以外の紹介は本記事では省略する。テレビでの本放送時はモノラル音声。初回未放映分は映像ソフト化の際に、BGMにリマスターを加えてステレオ音声にしている。
| 話数    | 放送日         | サブタイトル                  | 脚本                            | コンテ         | 演出           | 作画監督                | 備考                                            |
| ------- | -------------- | ----------------------------- | ------------------------------- | -------------- | -------------- | ----------------------- | ----------------------------------------------- |
| 第 1話  | 1991年 10月2日 | ハロー、ミンキーモモ          | 首藤剛志                        | 湯山邦彦       | 加戸誉夫       | 渡辺浩                  |                                                 |
| 第 2話  | 10月9日        | 公園のともだち                | 首藤剛志                        | 湯山邦彦       | 秦泉寺博       | 三島利佳                |                                                 |
| 第 3話  | 10月16日       | アニマル大作戦                | 浜田金広                        | 箕ノ口克己     | 野館誠一       | 堀内修                  |                                                 |
| 第 4話  | 10月23日       | ここ堀れ、恐竜!               | 佐藤茂                          | 加戸誉夫       | 加戸誉夫       | 橋本敬史                |                                                 |
| 第 5話  | 10月30日       | おかしなおかしなお菓子の国    | 滝沢一穂                        | 上妻晋作       | 阿部雅司       | とみながまり            |                                                 |
| 第 6話  | 11月6日        | 勇者が消えた!?                | 花園由宇保                      | 藤本義孝       | 藤本義孝       | 佐藤敬一                |                                                 |
| 第 7話  | 11月20日       | 雪の中のコンサート            | 菊池有起                        | 芝崎素子       | 秦泉寺博       | 三島利佳                |                                                 |
| 第 8話  | 11月27日       | モグラとうまくやるゴルフ      | 佐藤茂                          | 野館誠一       | 野館誠一       | 堀内修                  |                                                 |
| 第 9話  | 12月4日        | ビデオでレンタル、大平原      | 武上純希                        | 工藤征輝       | 阿部雅司       | 橋本敬史                |                                                 |
| 第10話  | 12月11日       | 眠らせて お願い!              | 浜田金広 首藤剛志               | 加戸誉夫       | 加戸誉夫       | 梶浦紳一郎              |                                                 |
| 第11話  | 12月18日       | サンタが空からふってきた      | 首藤剛志                        | 三浦辰夫       | 三浦辰夫       | とみながまり            |                                                 |
| 第12話  | 1992年 1月8日  | 凍らせないで!                 | 菊池有起                        | 藤本義孝       | 藤本義孝       | 佐藤敬一                |                                                 |
| 第13話  | 1月15日        | 雪のお城の戦士たち            | 花園由宇保                      | 芝崎素子       | 秦泉寺博       | 三島利佳                |                                                 |
| 第14話  | 1月22日        | 昔々のモーニングコール        | 金春智子                        | 野館誠一       | 野館誠一       | 堀内修                  |                                                 |
| 第15話  | 1月29日        | 忍者出現! 忍びのモモ          | 戸田博史                        | 上妻晋作       | 阿部雅司       | 梶浦紳一郎              |                                                 |
| 第16話  | 2月5日         | シンデレラ パニック           | 湯山邦彦                        | 加戸誉夫       | 加戸誉夫       | 橋本敬史                |                                                 |
| 第17話  | 2月12日        | トライアングル フェスティバル | 滝花幸代                        | 藤本義孝       | 藤本義孝       | 佐藤敬一                |                                                 |
| 第18話  | 2月19日        | 買物へ行こう                  | 花園由宇保                      | 工藤柾輝       | 三浦辰夫       | とみながまり            |                                                 |
| 第19話  | 2月26日        | 魔女の魔法はそろばんずく      | 面出明美                        | 秦泉寺博       | 秦泉寺博       | 三島利佳                |                                                 |
| 第20話  | 3月4日         | 看護婦さんは大忙し            | 滝花幸代                        | 加戸誉夫       | 野館誠一       | 堀内修                  |                                                 |
| 第21話  | 3月11日        | フォーカス? 見られた変身      | 面出明美                        | 三浦辰夫       | 三浦辰夫       | とみながまり            |                                                 |
| 第22話  | 3月18日        | GO! GO! チアガール            | 北条千夏                        | 工藤柾輝       | 加戸誉夫       | 橋本敬史                |                                                 |
| 第23話  | 3月25日        | ドッチシティーの決闘          | 坂田俊二                        | 藤本義孝       | 藤本義孝       | 下笠美穂                |                                                 |
| 第24話  | 4月1日         | 夢見る花束                    | 志茂文彦                        | 阿部雅司       | 阿部雅司       | 梶浦紳一郎              |                                                 |
| 第25話  | 4月8日         | あぶない結婚記念日            | 藤岡美穂                        | 秦泉寺博       | 秦泉寺博       | 三島利佳                |                                                 |
| 第26話  | 4月15日        | 踊る大ウサギ                  | 面出明美                        | 野館誠一       | 藤本義孝       | 堀内修                  |                                                 |
| 第27話  | 4月22日        | 笑ってチェリードール          | 志茂文彦                        | 小林哲也       | 加戸誉夫       | とみながまり            |                                                 |
| 第28話  | 4月29日        | サバイバルでいこう!           | 滝花幸代                        | 加戸誉夫       | 加戸誉夫       | 梶浦紳一郎              |                                                 |
| 第29話  | 5月6日         | 怪盗ウグイスパンを追え!       | 花園由宇保                      | 藤本義孝       | 藤本義孝       | 下笠美穂                |                                                 |
| 第30話  | 5月13日        | 魔女になりたい                | 面出明美                        | 秦泉寺博       | 秦泉寺博       | 三島利佳                |                                                 |
| 第31話  | 5月20日        | モモのホテルは星いくつ!?      | 武上純希                        | 小林哲也       | 阿部雅司       | 梶浦紳一郎              |                                                 |
| 第32話  | 5月27日        | スーパーマント登場!           | 金巻兼一 首藤剛志               | 藤本義孝       | 藤本義孝       | とみながまり            |                                                 |
| 第33話  | 6月3日         | 発進! ミンキーロボ            | 面出明美                        | 加戸誉夫       | 加戸誉夫       | つるやまおさむ          |                                                 |
| 第34話  | 6月10日        | いたずら妖精パニック          | 菊池有起                        | 藤本義孝       | 秦泉寺博       | 三島利佳                |                                                 |
| 第35話  | 6月17日        | いつもどこかで                | 佐藤 茂                         | 佐山聖子       | 藤本義孝       | 堀内修                  |                                                 |
| 第36話  | 6月24日        | レジェンドイン最後の日        | 首藤剛志                        | 工藤柾輝       | 加戸誉夫       | つるやまおさむ          |                                                 |
| 第37話  | 7月1日         | どうなるどうするミンキーモモ  | 首藤剛志                        | 工藤柾輝       | 阿部雅司       | とみながまり            | 総集編                                          |
| 第38話  | 7月8日         | ようこそニューハウス          | 面出明美                        | 加戸誉夫       | 加戸誉夫       | 梶浦紳一郎              | 第38話より副題『〜夢を抱きしめて』              |
| 第39話  | 7月15日        | モモとモモ                    | 首藤剛志                        | 湯山邦彦       | 藤本義孝       | とみながまり            |                                                 |
| 第40話  | 7月22日        | もんもんモンスター            | 北条千夏 首藤剛志               | 秦泉寺博       | 秦泉寺博       | 三島利佳                |                                                 |
| 第41話  | 7月29日        | 悪い子の国で大冒険            | 桶谷 顕                         | 藤本義孝       | 藤本義孝       | 林委千夫                |                                                 |
| 第42話  | 8月5日         | ナイショの海の人魚伝説        | 桶谷 顕                         | 阿部雅司       | 阿部雅司       | つるやまおさむ          |                                                 |
| 第43話  | 8月12日        | 夢の中から‥SOS                | 北条千夏                        | 工藤柾輝       | 秦泉寺博       | 堀澤聡志                |                                                 |
| 第44話  | 8月19日        | 北の国の伝説                  | 菊池有起                        | 藤本義孝       | 藤本義孝       | 堀内修                  |                                                 |
| 第45話  | 8月26日        | 天才になろう!                 | 小西川博 首藤剛志               | 加戸誉夫       | 加戸誉夫       | とみながまり            |                                                 |
| 第46話  | 9月2日         | 間違いだらけの神様            | 土屋斗紀雄                      | 佐山聖子       | 藤本義孝       | 三島利佳                |                                                 |
| 第47話  | 9月9日         | ニンジンを我らに!             | 桶谷 顕                         | 工藤柾輝       | 秦泉寺博       | 林委千夫                |                                                 |
| 第48話  | 9月16日        | 赤ちゃんがほしい!?            | 面出明美                        | 秦泉寺博       | 秦泉寺博       | 堀澤聡志                |                                                 |
| 第49話  | 9月23日        | 魔女っ子スターウォーズ!?      | 面出明美                        | 藤本義孝       | 藤本義孝       | つるやまおさむ          |                                                 |
| 第50話  | 9月30日        | しあわせワッショイ            | 北条千夏 首藤剛志               | 加戸誉夫       | 加戸誉夫       | とみながまり            |                                                 |
| 第51話  | 10月7日        | ばたばたバタフライ!           | 藤岡美暢 首藤剛志               | 阿部雅司       | 阿部雅司       | 石川健朝                |                                                 |
| 第52話  | 10月14日       | 出動! おたすけ隊              | 遠野秋彦                        | 藤本義孝       | 秦泉寺博       | 三島利佳                | 一般から募集したプロットを基に制作。            |
| 第53話  | 10月21日       | 走れ夢列車                    | 石田昌久 首藤剛志               | わたなべひろし | わたなべひろし | わたなべひろし          | 石田昌久（石田昌平）の追悼のために制作。        |
| 第54話  | 10月28日       | 海賊トパーズの宝物            | 金春智子                        | 秦泉寺博       | 秦泉寺博       | 林委千夫                |                                                 |
| 第55話  | 11月4日        | 悪夢のお願い                  | 北条千夏                        | 加戸誉夫       | 加戸誉夫       | とみながまり            |                                                 |
| 第56話  | 11月11日       | オールスター! 歌のアルバム    | 北条千夏                        | 工藤柾輝       | 阿部雅司       | -                       | 総集編                                          |
| 第57話  | 11月18日       | 冷たくしないで                | 面出明美 首藤剛志               | 藤本義孝       | 藤本義孝       | つるやまおさむ          |                                                 |
| 第58話  | 11月25日       | ふしぎなふしぎな映画館        | 北条千夏 ひろたでんきち（原案） | 秦泉寺三郎     | 平野 謙        | 堀澤聡志                | 一般から募集したプロットを基に制作。            |
| 第59話  | 12月2日        | 夢に唄えば                    | 北条千夏                        | 藤本義孝       | 藤本義孝       | 三島利佳                | 59話、60話共に首藤剛志との共同脚本              |
| 第60話  | 12月9日        | 夢の彼方に                    | 首藤剛志                        | わたなべひろし | わたなべひろし | わたなべひろし          |                                                 |
| 第61話  | 12月16日       | 燃えよ! スクラップ!?          | 北条千夏                        | 藤本義孝       | 藤本義孝       | 堀澤聡志 つるやまおさむ |                                                 |
| 第62話  | 12月23日       | いつか、あなたと              | 首藤剛志                        | 湯山邦彦       | 加戸誉夫       | とみながまり            | 最終話                                          |
| 未放映1 |                | SOS! マリンナーサ             | 北条千夏                        | わたなべひろし | わたなべひろし | とみながまり            | 初回放送では未放映。 シリーズ構成上は第53.5話。 |
| 未放映2 |                | モモ学校へ行く                | 面出明美 首藤剛志               | 藤本義孝       | 藤本義孝       | 林委千夫                | 初回放送では未放映。 シリーズ構成上は第58.5話。 |
| 未放映3 |                | 星に願いを                    | 湯山邦彦                        | 湯山邦彦       | 阿部雅司       | 松本勝次                | 初回放送では未放映。 シリーズ構成上は第46.5話。 |

## 『MINKY MOMO』
1993年 - 1994年に発表されたOVA作品群。上記作品の後日談として制作された。
| 話数 | タイトル                   | 脚本              | コンテ     | 演出       | 作画監督       | 備考 |
| ---- | -------------------------- | ----------------- | ---------- | ---------- | -------------- | ---- |
| -    | MINKY MOMO IN 夢にかける橋 | 面出明美 首藤剛志 | -          | 藤本義孝   | 堀内修         | OVA  |
| -    | MINKY MOMO IN 旅立ちの駅   | 首藤剛志          | 渡辺ひろし | 渡辺ひろし | わたなべひろし | OVA  |